# Скопето Мадона Гулија (Латина)
Скопето Мадона Гулија је насеље у Италији у округу Латина, региону Лацио.
Према процени из 2011. у насељу је живело 524 становника. Насеље се налази на надморској висини од 21 м.